# Eublemma pendula
Eublemma pendula är en fjärilsart som beskrevs av Joannis 1928. Eublemma pendula ingår i släktet Eublemma och familjen nattflyn. Inga underarter finns listade i Catalogue of Life.